# War Child (álbum)
War Child es el séptimo álbum de la banda de rock Jethro Tull, que fue grabado y lanzado en 1974.
Inicialmente, War Child iba a acompañar un proyecto cinematográfico y estaba planeado como doble LP, pero no se encontró ningún estudio que quisiera producir la película y se reconvirtió en un único disco de 10 canciones. El film estaba concebido como una comedia negra sobre una adolescente que, en su vida celestial conocería a personajes basados en Dios, San Pedro y Lucifer (retratado con un hombre de negocios). 
Algunas pistas destinadas a acompañar la película, tales como "Quartet" o "WarChild Waltz", fueron publicadas en muy posteriormente, en el álbum 20 Years of Jethro Tull, en 1988, amén de en otras recopilaciones, y, finalmente, en la reedición en CD de 2002.
Tres canciones, "Only Solitaire", "Bungle in the Jungle" y "Skating Away on the Thin Ice of the New Day", fueron descartadas de las sesiones de grabación entre 1972-1973 para el que iba a ser continuación del álbum Thick As a Brick.
"Two Fingers" es una readaptación de "Lick Your Fingers Clean", un tema que fue descartado inicialmente en la sesiones de grabación del álbum Aqualung.
El disco llegó al segundo puesto en la lista de ventas de álbumes pop de Billboard.

## Puesto en las listas de éxitos
- Puesto en las listas de EE. UU.: 2.
- Puesto en las listas de UK: 14.

## Lista de temas

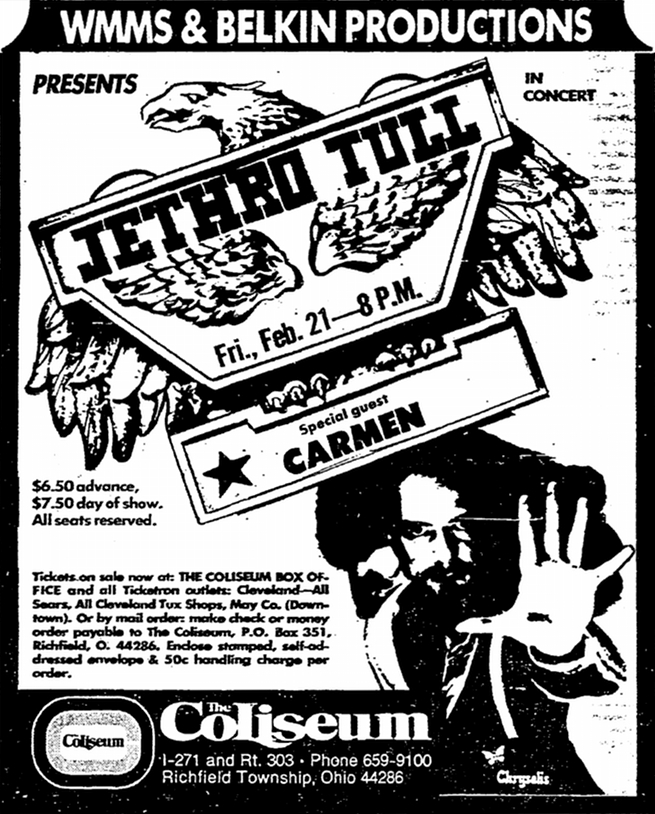
Motivo de la portada del álbum empleado para un anuncio de prensa de un concierto.

| #   | Título                                        | Autor          | Tiempo |
| --- | --------------------------------------------- | -------------- | ------ |
| 1.  | "War Child"                                   | (Ian Anderson) | 4:35   |
| 2.  | "Queen and Country"                           | (Ian Anderson) | 3:00   |
| 3.  | "Ladies"                                      | (Ian Anderson) | 3:17   |
| 4.  | "Back-Door Angels"                            | (Ian Anderson) | 5:30   |
| 5.  | "Sealion"                                     | (Ian Anderson) | 3:37   |
| 6.  | "Skating Away on the Thin Ice of the New Day" | (Ian Anderson) | 4:09   |
| 7.  | "Bungle in the Jungle"                        | (Ian Anderson) | 3:35   |
| 8.  | "Only Solitaire"                              | (Ian Anderson) | 1:28   |
| 9.  | "The Third Hoorah"                            | (Ian Anderson) | 4:49   |
| 10. | "Two Fingers"                                 | (Ian Anderson) | 5:11   |

### Versión remasterizada (2002)
La versión remasterizada del año 2002 contiene los siguientes bonus tracks:
| #  | Título                | Autor          | Tiempo |
| -- | --------------------- | -------------- | ------ |
| 1. | "Warchild Waltz"      | (Ian Anderson) | 4:21   |
| 2. | "Quartet"             | (Ian Anderson) | 2:44   |
| 3. | "Paradise Steakhouse" | (Ian Anderson) | 4:03   |
| 4. | "Sealion 2"           | (Ian Anderson) | 3:20   |
| 5. | "Rainbow Blues"       | (Ian Anderson) | 3:40   |
| 6. | "Glory Row"           | (Ian Anderson) | 3:35   |
| 7. | "Saturation"          | (Ian Anderson) | 4:21   |